# Apyrrothrix
Apyrrothrix là một chi bướm ngày thuộc họ Bướm nâu.